# Thành Thái
Kaiser Thành Thái (Hán tự: 成泰; * 14. März 1879 in Huế; † 24. März 1955 in Saigon) war der zehnte Kaiser der vietnamesischen Nguyễn-Dynastie. Am 1. Februar 1889 wurde er als Kaiser inthronisiert und bekleidete dieses Amt bis zu seiner Abdankung am 3. September 1907. Sein eigentlicher Name war Nguyễn Phúc Bửu Lân, auch Nguyễn Phúc Chiêu, als Ärabezeichnung wählte er „Thành Thái“. Seine unter diese Devise gestellte Ära begann am 1. Februar 1889 und endete mit dem 5. September 1907.

## Biografie
Der spätere Kaiser war der siebte Sohn von Dục Đức, dem fünften Kaiser der Nguyễn-Dynastie.
Nachdem Kaiser Đồng Khánh 1885 den Thron bestiegen hatte, wurde Prinz Bửu Lân unter Hausarrest gestellt, zusammen mit seiner Mutter Từ Minh Hoàng Hậu (1855–1906). Nach dem Tode Đồng Khánhs am 28. Januar 1889 aber entschieden sich die französischen Kolonialbeamten und die hochrangigen Mandarine für den knapp zehnjährigen Bửu Lân als Nachfolger. Dieser wurde in den Palast gebracht und als neuer „Sohn des Himmels“ inthronisiert.
Der junge, aber intelligente Thành Thái bemerkte schnell, dass er im Palast von französischen Spionen kontrolliert wurde. Đồng Khánhs Weg der Kollaboration wollte er nicht gehen, der Weg der Rebellion schien versperrt, so wählte er den des passiven Widerstandes, der symbolischen Gesten, der beißenden Bemerkungen. Während seiner gesamten Regierungszeit, wie auch danach, lehnte er die französische Kontrolle des Landes ab.
Dies hinderte ihn nicht, Errungenschaften wie Moden der westlichen Zivilisation gegenüber aufgeschlossen zu sein. Er war der erste vietnamesische Monarch, der sein Haar nach westlichem Vorbild kürzte. Er lernte auch, ein Auto zu fahren. Er trat für eine Erziehung nach französischem Vorbild ein, statt nach konfuzianischer Tradition, konservative Mandarine damit verstörend.
In der Regierungszeit Thành Tháis wurde eine Reihe von Bauten errichtet, Projekte, die er nach Kräften unterstützte. Hierzu zählen in Huế das Zentralhospital (1894), der Markt Đông Ba (1899) und die Trường-Tiền-Brücke oder auch Tràng-Tiền-Brücke (1899) über den Parfüm-Fluss, die von Gustave Eiffel konstruiert wurde, sowie in Hanoi die Long-Biên-Brücke von 1903.
Entgegen aller Tradition suchte Thành Thái den Kontakt mit dem Volk. So verließ er oft in bürgerlichen Kleidern die verbotene purpurne Stadt (Huế), um direkt mit dem Volk zu reden, zu sehen, wie es lebte, wie es von der Regierungspolitik betroffen wurde. Dabei gelang es ihm des Öfteren, unerkannt zu bleiben.
Dies war die eine Seite seines Verhaltens – doch es gab eine andere.
Nach kurzer Zeit, bereits als Junge, zeigte Kaiser Thành Thái Symptome einer Geisteskrankheit. Sein Verhalten war häufig extrem sprunghaft, gelegentlich wurde er gewalttätig, gar grausam. Von Vergewaltigungen im Palast wird berichtet, von Auspeitschung einer Bediensteten wegen Trunkenheit – nachdem der Kaiser sie zum Trinken gezwungen hatte. Ein Eunuch soll fast zu Tode gepeitscht worden sein, weil er dem Kaiser keine Murmeln gab. Nach einer Nacht mit ihm sollen junge Frauen gar erdrosselt worden sein. Als Erwachsener soll er im August 1906 einen älteren Höfling ohne Anlass erschossen sowie mehrere seiner Frauen qualvoll zu Tode gebracht haben. Das brachte ihm in der Presse die Bezeichnung „Blaubart von Annam“ ein.
Dieses öffentlich gewordene absonderliche Verhalten des „Sohnes des Himmels“ (das zu beobachten mit der Zeit zu einer touristischen Attraktion wurde) war für die französische Administration, mehr aber noch für den Hofstaat und die Mandarine peinlich. Ein erster Versuch, dem zu begegnen, bestand darin, den Kaiser in „Urlaub“ zu schicken. Die Regierungsgewalt übernahm in dieser Zeit trotz ihres Alters die noch rüstige Nghi Thiên Chương Hoàng Hậu (20. Juni 1810 bis 22. Mai 1901), besser bekannt als Từ Dũ, die Witwe des Kaisers Thiệu Trị. Der Urlaub brachte jedoch nicht die erhofften Verbesserungen.

Kaiser Thành Thái als Radfahrer

Es gibt die Theorie, Thành Thái habe seine geistige Störung nur gespielt. Sie sei nur ein Täuschungsmanöver gewesen – es sollte ihn harmlos erscheinen lassen, so dass er ungestörter für die Befreiung Vietnams arbeiten konnte. Dies verträgt sich jedoch weder mit der des Öfteren gezeigten Grausamkeit seines Verhaltens, noch damit, dass es sich später weder in Vũng Tàu, noch auf Réunion änderte.
Trotzdem, die Opposition gegen die französische Herrschaft – so verweigerte er sein Siegel für französische Erlasse – gab Thành Thái nie auf. Dies kulminierte 1907 im Versuch, sich nach China zu begeben und sich dort einer Gruppe um Prinz Cường Để (1882–1951) anzuschließen, die eine Widerstandsbewegung gegen die koloniale Beherrschung Vietnams aufzubauen versuchte. Thành Thái wurde jedoch auf dem Weg nach China in der Provinz Thanh Hóa aufgehalten. Die Franzosen ließen ihn für geisteskrank erklären und zwangen ihn, am 3. September 1907 abzudanken. Das Gutachten wurde von Dr. Dumas erstellt, dem Leiter des medizinischen Dienstes der französischen Streitkräfte. Dieses Vorgehen ersetzte das ursprüngliche Vorhaben, statt eines Kaiserwechsels einen Regentschaftsrat einzusetzen, der statt des als regierungsunfähig erklärten Kaisers hätte regieren sollen.
Als Nachfolger wurde Thành Tháis Sohn als Kaiser Duy Tân eingesetzt. Thành Thái wurde zunächst, nunmehr mit dem Titel „Herzog“, zusammen mit Frauen und Kindern nach Vũng Tàu im Süden Vietnams verbannt; als Duy Tân später gegen die Franzosen rebellierte, wurden beide, Vater und Sohn, 1916 mit ihren Familien auf die Insel Réunion verbracht. Das mehr als seltsame Verhalten Thành Tháis zeigte sich auch in der Verbannung.
Der frühere Kaiser gab die Hoffnung auf die Befreiung seines Landes nie auf. 1945 wurde ihm die Rückkehr gestattet, 1947 kehrte er zurück. Er wurde jedoch in Vũng Tàu unter Hausarrest gehalten.